# Isopolia stenoptera
Isopolia stenoptera är en fjärilsart som beskrevs av Shigero Sugi 1959. Isopolia stenoptera ingår i släktet Isopolia och familjen nattflyn. Inga underarter finns listade i Catalogue of Life.